# Géraldine Pailhas
Géraldine Pailhas (ur. 8 stycznia 1971 w Marsylii) – francuska aktorka filmowa.

## Życiorys
Jej pierwszym międzynarodowym sukcesem była rola Doña Anna, niespełnionej miłości tytułowego bohatera filmu Don Juan DeMarco. W 1992 zdobyła Cezara dla Najbardziej Obiecującej Aktorki za rolę w filmie La Neige et le feu. W 2004 została do tej nagrody nominowana w kategorii Najlepsza Aktorka Drugoplanowa za rolę w filmie Koszty życia.
Zasiadała w jury sekcji "Un Certain Regard" na 67. MFF w Cannes (2014).
Żona aktora Christophera Thompsona, ma z nim dwoje dzieci.

## Filmografia
- 2002: Przeciwnik[1] (L’Adversaire) jako Christine Faure